# C/1989 A3 Bradfield
La cometa C/1989 A3 Bradfield è la quattordicesima cometa scoperta dall'astrofilo australiano William Ashley Bradfield. Si tratta di una cometa periodica, la seconda di questo tipo scoperta da Bradfield, appartenente alla famiglia cometaria di Halley. La cometa dà origine a uno sciame meteorico sul pianeta Mercurio.